# 弓鱂
弓鱂為輻鰭魚綱鯉齒目鯉齒亞目鯉齒鱂科的其中一種，分布於北美洲美國亞利桑納州Santa Cruz及墨西哥索諾拉北部的淡水流域，體長可達4.6公分。

## 擴展閱讀
維基物種上的相關：弓鱂